# Serie A NFLI 2005
La Serie A NFLI 2005 è stato il massimo livello del campionato italiano di football americano nel 2005. È stata organizzata da NFL Italia.

## Regular Season
La stagione regolare si è svolta dal 9 aprile al 26 giugno. La formula consisteva in un girone all'italiana con gare di sola andata.
| Pos. | Squadra            | %V    | G | V | P | PF  | PS  |
| ---- | ------------------ | ----- | - | - | - | --- | --- |
| 1    | Lions Bergamo      | 1.000 | 8 | 8 | 0 | 293 | 62  |
| 2    | Warriors Bologna   | .750  | 8 | 6 | 2 | 279 | 130 |
| 3    | Giants Bolzano     | .750  | 8 | 6 | 2 | 167 | 102 |
| 4    | Dolphins Falconara | .625  | 8 | 5 | 3 | 205 | 119 |
| 5    | Marines Lazio      | .625  | 8 | 5 | 3 | 187 | 135 |
| 6    | Gladiatori Roma    | .375  | 8 | 3 | 5 | 83  | 149 |
| 7    | Panthers Parma     | .250  | 8 | 2 | 6 | 134 | 179 |
| 8    | Hogs Reggio Emilia | .125  | 8 | 1 | 7 | 67  | 244 |
| 9    | Giaguari Torino    | .000  | 8 | 0 | 8 | 8   | 303 |

## Playoff
Ai Playoff, disputati dal 2 al 16 luglio, hanno preso parte le prime 6 classificate della stagione regolare. Le squadre dalla terza alla sesta classificata hanno disputato una wild card, mentre le prime due classificate accedevano direttamente alle semifinali.
|  | Quarti di finale | Quarti di finale   | Quarti di finale |                    |               | Semifinali    | Semifinali    | Semifinali |  |  | XXV Superbowl | XXV Superbowl | XXV Superbowl |  |
|  |                  |                    |                  |                    |               |               |               |            |  |  |               |               |               |  |
|  |                  |                    |                  |                    |               | 1             | Lions Bergamo | 55         |  |  |               |               |               |  |
|  |                  |                    |                  |                    |               | 1             | Lions Bergamo | 55         |  |  |               |               |               |  |
|  |                  |                    |                  | Dolphins Falconara | 26            |               |               |            |  |  |               |               |               |  |
|  | 4                | Dolphins Falconara | 23               | Dolphins Falconara | 26            |               |               |            |  |  |               |               |               |  |
|  | 4                | Dolphins Falconara | 23               |                    |               |               |               |            |  |  |               |               |               |  |
|  | 5                | Marines Lazio      | 13               |                    |               |               |               |            |  |  |               |               |               |  |
|  | 5                | Marines Lazio      | 13               |                    | Lions Bergamo | Lions Bergamo | 42            |            |  |  |               |               |               |  |
|  |                  |                    |                  |                    |               |               |               |            |  |  |               |               |               |  |
|  |                  |                    | Warriors Bologna | Warriors Bologna   | 14            |               |               |            |  |  |               |               |               |  |
|  |                  |                    |                  | Warriors Bologna   | 14            |               |               |            |  |  |               |               |               |  |
|  |                  |                    |                  |                    |               |               |               |            |  |  |               |               |               |  |
|  |                  |                    |                  |                    |               |               |               |            |  |  |               |               |               |  |
|  |                  | 2                  | Warriors Bologna | 35                 |               |               |               |            |  |  |               |               |               |  |
|  |                  |                    |                  | 35                 |               |               |               |            |  |  |               |               |               |  |
|  |                  |                    |                  | Giants Bolzano     | 27            |               |               |            |  |  |               |               |               |  |
|  | 3                | Giants Bolzano     | 14               | Giants Bolzano     | 27            |               |               |            |  |  |               |               |               |  |
|  | 3                | Giants Bolzano     | 14               |                    |               |               |               |            |  |  |               |               |               |  |
|  | 6                | Gladiatori Roma    | 7                |                    |               |               |               |            |  |  |               |               |               |  |

### XXV Superbowl
La partita finale, chiamata XXV Superbowl italiano, si è disputata il 23 luglio 2005 allo Stadio Andrea Torelli di Scandiano (RE), ed è stata vinta dai Lions Bergamo, al loro 9º titolo (8° consecutivo) sui Warriors Bologna, tornati a disputare il Superbowl dopo 17 anni di digiuno. Il risultato ha premiato i bergamaschi per 42 a 14.
Il miglior giocatore dell'incontro è stato Michael Ceroli, runningback dei Lions.
- Lions Bergamo: campioni d'Italia 2005 e qualificati all'Eurobowl 2006.
- Warriors Bologna qualificati all'Eurobowl 2006.